# 自由魁北克万岁！
“自由魁北克万岁！”（法語："Vive le Québec libre!"，發音：[vivᵊ ləkebɛk ˈlibʁᵊ]）是法国总统夏尔·戴高乐在1967年7月24日演讲中备受争议的一句话，当时他正以参加蒙特利尔世博会为由正式访问加拿大。当他在蒙特利尔市政厅的阳台上发表即兴演讲时，他高呼：“蒙特利尔万岁！魁北克万岁！”在一片欢呼聲中，他又接着喊出了：“自由魁北克万岁！”这一魁北克独立运动使用的口号。戴高乐的演讲被视为是对魁北克独立运动的支持，并引发了法加两国的外交危机。加拿大总理莱斯特·皮尔逊当即谴责这一言论，并宣称：“加拿大人不需要被解放。”（英語："Canadians do not need to be liberated."）在法国，尽管许多人同情魁北克民族主义的產生，但戴高乐的演讲仍然因违反外交礼节而遭到许多媒体的批评。四十多年后，它仍然被视为加拿大英语区和法语区之间的关系和政治的一个转折点，而法国和加拿大的外交关系一直紧张直到2008年时任法国总统尼古拉·萨科齐宣布不再支持加拿大魁北克省独立为止。

## 背景

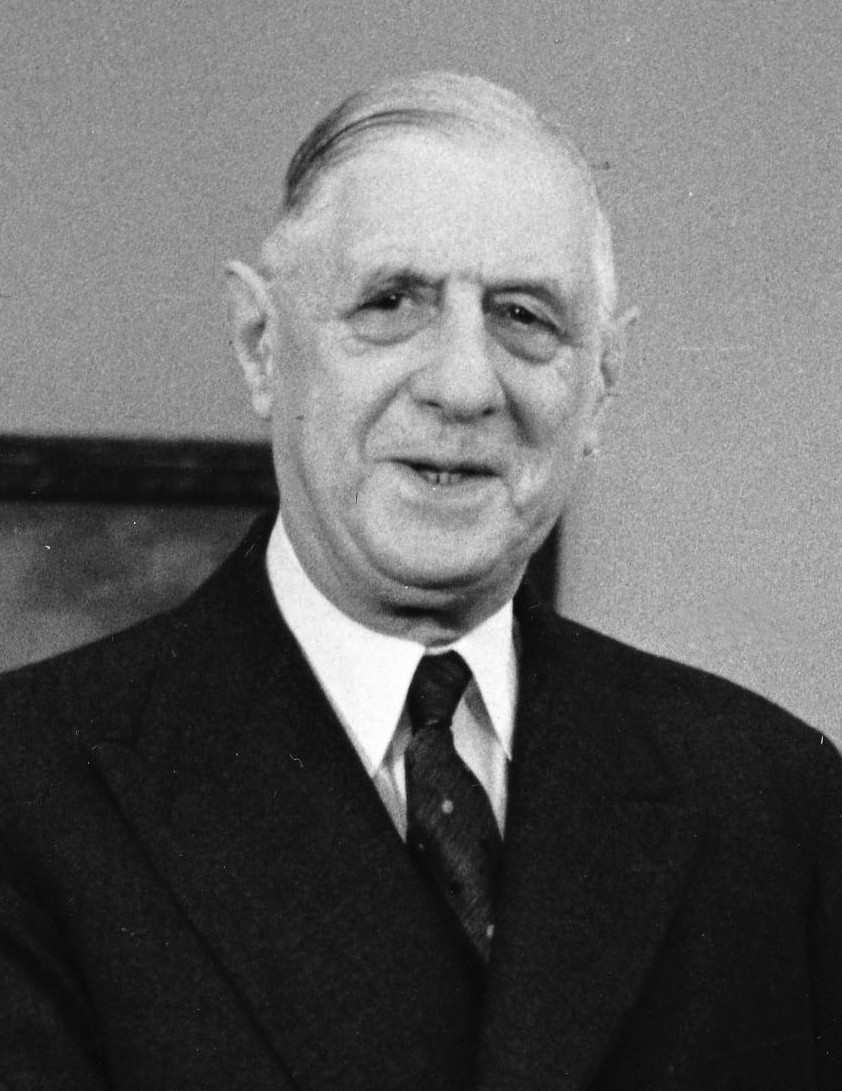
1963年的夏尔·戴高乐

在戴高乐到达之前，加拿大政府就为他的來訪感到担忧。1967年3月，法国政府并没有派出高规格代表团参加总督乔治·瓦尼埃的葬礼。这引起了加拿大方面的注意，因为瓦尼埃和他的妻子波林自1940年起就與当时在英国伦敦流亡的戴高乐私交甚篤。4月，戴高乐亦没有参加於加拿大举办的维米岭战役胜利50周年纪念仪式。皮尔逊政府担心此次访问會受到法国国内局勢的影響，因此派遣外长保罗·约瑟夫·马丁去巴黎访问戴高乐以修复两国关系。加拿大蒙特利尔《宪报》推测，45年后，戴高乐仍然对二战时期加拿大总理麦肯齐·金对法蘭西共和國臨時政府的后知后觉感到不满。
1966年春，出于主办方的外交禮節，加拿大邀请了戴高乐和其他蒙特利尔世博会参展国的領導人在1967年春季和夏季来加访问。几个月后，戴高乐收到了另一份魁北克省省长丹尼尔·约翰逊请他到魁北克访问的邀请。尽管名义上这是一次国事访问，戴高乐却没有按照一般礼仪访问加拿大首都渥太华。他乘坐法国海军地中海艦隊的旗舰柯尔贝尔号防空巡洋舰横渡大西洋，最终抵达魁北克省省府魁北克市。戴高乐在当地受到热烈欢迎，而新任加拿大总督罗兰·米切纳到达后演奏《天佑吾皇》时，眾人卻喝起了倒采。在演讲中，戴高乐说他的国家将“大力发展”与魁北克的关系，这暗示他对魁北克独立运动的支持。

## 演讲

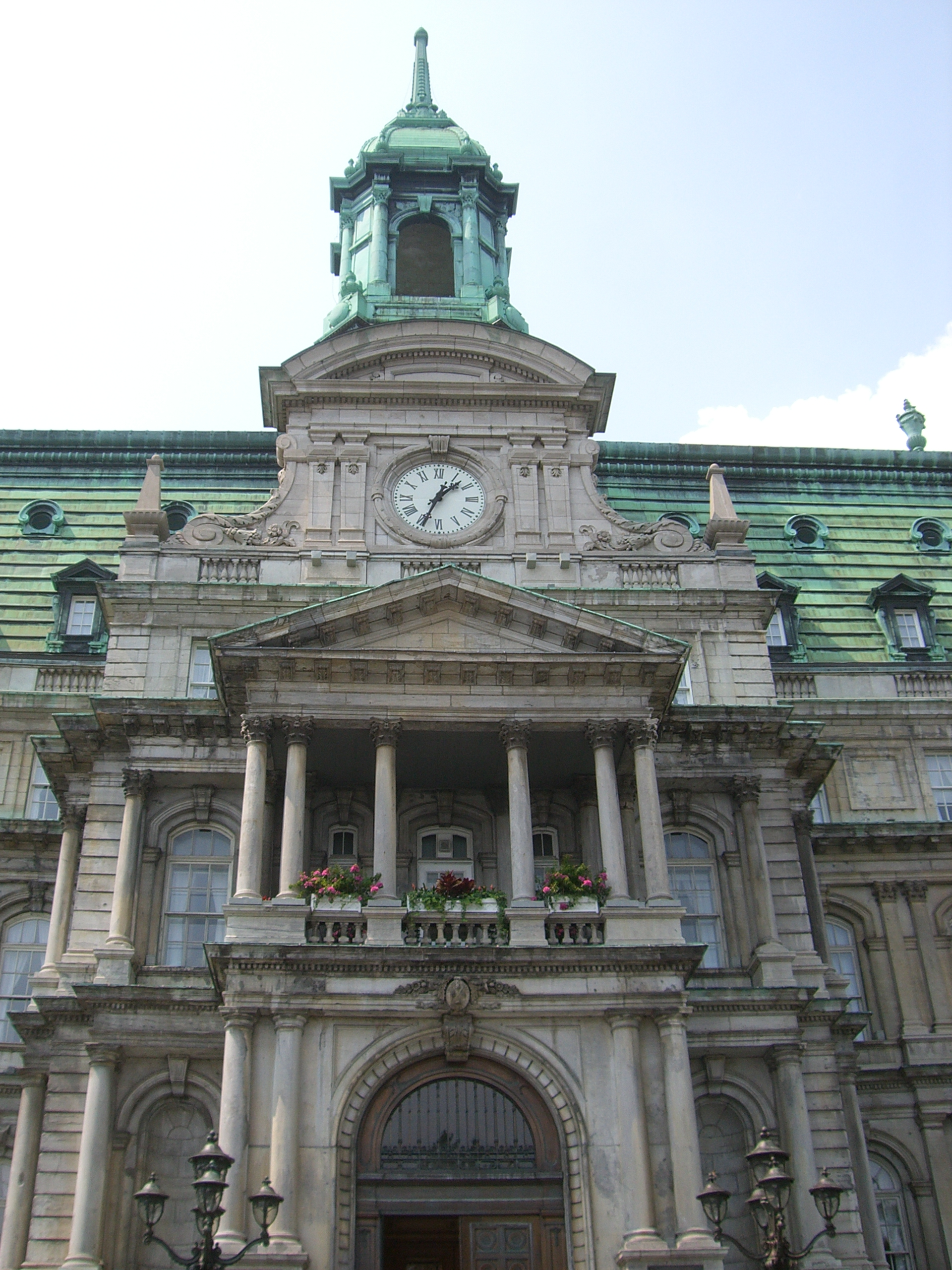
蒙特利尔市政厅的阳台，戴高乐就是在这里发表的演讲。

7月15日，在科尔贝尔级到达前，戴高乐对沙维尔·丹尼歐说：“当他们在那里听到我的话的时候，会激起波澜吧！”他同样自信地对他的女婿阿兰·德·波瓦西厄将军说：“我要打出致命一击，事情会变得世人瞩目，但这是必须的。这是挽救懦弱的法国的最后机会。”此言被推測是在暗示1763年法国在七年战争北美战场上失败后，將七万法国殖民者留给英国的棄民政策。
7月24日，戴高乐到达蒙特利尔，他沿着英皇徑到达蒙特利尔市政厅，在那里市长讓·德拉波和省长约翰逊正在等他。當時戴高乐並沒有在当晚就進行演講的计划，但是人群高呼他的名字；于是他对德拉波说：“我要对这些呼唤我的人们说点话。”在訪問大量法国高级官员，以及发现了一些文件以後，学者戴尔·凯恩斯·汤姆森写道，戴高乐的演讲稿其實是预先准备好的，只待时机成熟他便會將它發表出來。
戴高乐步上阳台，面对庞大的人群以及广播转播发表简短的演讲。演讲中他提到他沿着圣劳伦斯河到达这里，一路上欢呼的人群让他想起巴黎从纳粹德国手中解放時，凯旋门前的香榭丽舍大道。在演讲的最后，他总结道：“蒙特利尔万岁！魁北克万岁！”接着，他高呼：“自由魁北克万岁！法國人的加拿大万岁！万岁！万岁！法国万岁！”人群大声歡呼，尤其在听到“自由魁北克万岁！”之后。戴高乐特别强调“自由”（libre）一词，他凑近麦克风并且比其他单词更慢更响亮地说出了这个词。

## 反应
这次演讲被视为严重违反外交礼节，受到了諸多批判。它使得魁北克独立运动愈演愈烈，并且导致两国领导人之间關係紧张。听众对戴高乐演讲的反应十分情绪化，并被描述为“疯狂的”。在英裔加拿大人之中，該演講也引發了巨大争议，许多人認為它威脅了加拿大的领土完整，並為此感到愤怒。7月25日，加拿大总理莱斯特·皮尔逊向法国大使館遞交了一份斥责戴高乐的官方声明，並於晚間在国家电视台上宣读了这份声明。他说：“加拿大人是自由的，加拿大的每个省份也是自由的。加拿大人不需要被解放！事实上，成千上万的加拿大人在二战中为了解放法国和其他欧洲国家献出了他们寶貴的生命。”
由於媒体和外交方面的骚动接踵而至，戴高乐不得不缩短了他的加拿大访问之旅。演讲后的第二天，戴高乐参观了蒙特利尔世博园，并主持了法国馆的宴会。7月26日，他没有按计划访问渥太华并与总理皮尔逊会面，而是搭乘法国军队的喷气式飞机返回了法国。
新任加拿大司法部长皮埃尔·特鲁多公开宣称，他很好奇如果加拿大总理高喊“把布列塔尼還給布列塔尼人”的話，法国民众会作何反应。但戴高乐卻不为特鲁多所动，他说：“我们对在加拿大的法國人的敌人特鲁多先生没有任何让步和妥协。”戴高乐同样遭受到了大部分的法国媒体对他违反国际礼仪的舉動的批评，尤其是世界报。
另一方面，魁北克独立运动的運動家們認為該演講是一座分水岭。他們對該演講給予了極高的評價，並在那以后经常引用它。之後的魁北克省省长瑞内·勒维克認為，此时魁北克寂静革命刚刚结束，加之当时法裔加拿大人的经济水平和政治地位都很低，因此外国元首的支持在许多人眼中增加了运动的可行性。
在飞回法国的途中，戴高乐对他的外交顾问瑞内·德·圣-莱热说，这一事件是“一种可以预测，但其形式完全依條件决定的历史现象。当然，和其他很多人一样，我也会说几句客气话或者外交辭令，但我是戴高乐将军，我不会诉诸这种权宜之计。我做的是我不得不做的。”
1969年，戴高乐访问布列塔尼时，他在坎佩尔慷慨激昂地朗诵了一首他叔叔（名字同样是夏尔·戴高乐）以布列塔尼语写的诗，以表达他对布列塔尼文化的热爱。在对布列塔尼民族主义的镇压后，这次演讲受到了民众的好评。之前他被指责为双重标准，一方面因为语言不同要求从加拿大英语区中获得“自由”，另一方面镇压布列塔尼的独立运动。在坎佩尔演讲中，他回应这种批评说布列塔尼是自由的，而且是被布列塔尼人和其他法国军队解放的。他还说二战中布列塔尼的抵抗是法国中最为激烈的，许多布列塔尼人加入了自由法国军。